# اعجوبه (رمان)
اعجوبه یا شگفتی (به انگلیسی: Wonder) رمانی از آر. جی. پالاسیو نویسنده آمریکایی است.این رمان در سال ۲۰۱۲ در سبک ادبیات کودک و نوجوان منتشر شده و سر گذشت نوجوانی است که با چهره غیرطبیعی به دنیا آمده است. این اثر برندهٔ جایزهٔ دانش آموزان مین سال ۲۰۱۴ و برندهٔ جایزهٔ مارک توین سال ۲۰۱۵ شده‌است.

## داستان
آگوست(آگی) پالمن با والدینش در منهتن زندگی می‌کنند. او دارای یک وضعیت پزشکی است، که اغلب با سندرم تریچر کالینز شناخته می‌شود، که باعث شده صورتش از شکل بیوفتد. به همین دلیل، آگوست توسط مادرش در خانه درس یاد می گیرد با این حال، پدر و مادرش می خواهند او را به مدرسه بیچر برای شروع کلاس پنجم ثبت نام کنند.او یک خواهر هم دارد به نام ویا که از او بزرگتر است و از او مراقبت می‌کند.
آگی در اولین روز مدرسه تلاش می‌کند که خود را با محیط جدید وفق دهد. علی رغم تلاش هایش، بچه‌های دیگر هنوز به او خیره نگاه می‌کنند و دانش آموزی به نام جولیان او را به خاطر ظاهرش تمسخر می‌کند. با این حال، امید او برای پذیرفته شدن کمی زمانی افزایش می یابد که دوستی با همکلاسی‌هایش جک و سامر را تقویت می کند، که طی اتفاقاتی که روی می دهد از او در برابر جولیان و دیگران دفاع می‌کنند.
ماجرا از جایی شروع می شود که آگی به‌طور مخفیانه صحبت‌های جک و جولیان را می شنود و متوجه می‌شود که دوستش جک در غیاب او درموردش چه می‌گویید. او از این واقعه بسیار غمگین می‌شود و تا چند روز به مدرسه نمی‌رود. در کریسمس جک که ماجرا را فهمیده  از او عذرخواهی می‌کند. در ادامه سال تحصیلی جولیان دانش آموزان را به مقابله با آگوست تحریک می‌کند. مادر جولیان از مدیر مدرسه تقاضای اخراج آگوست را دارد و می‌گوید که او برای مدرسه یک بار به حساب می‌آید.
در پایان سال تحصیلی، دانش آموزان به یک اردوی سه روزه در طبیعت دعوت می‌شوند. آگی در ابتدا از رفتن نگران است، اما با فهمیدن این که جولیان حضور نخواهد داشت، تصمیم می‌گیرد با دوستانش به اردو برود. اردو سرگرم‌کننده به خوبی می گذرد تا شب، زمانی که او و جک به جنگل می روند و  ناگهان سروکله چند کلاس هفتمی از مدرسه دیگری پیدا می‌شود. کلاس هفتمی ها شروع به قلدربازی می‌کنند اما پس از مدتی آگی و جک توسط دوستان جولیان که از کارهای جولین خسته شده بودند نجات می‌یابد.

## نویسنده
ایده نوشتن این کتاب زمانی به ذهن آرجی پالاسیو رسید که در پاییز سال ۲۰۰۷ با دو پسرش در حومه نیویورک به دختر بچه‌ای برخورد کرد که سندرم «تریچر کالینز» داشت. پالاسیو گفته‌است «واکنش خودم نسبت به دختر باعث وحشت‌ام شد و به این فکر افتادم که اگر پسر سه ساله‌ام، این دختر را ببیند حتماً جیغ می‌زند.»

## جوایز
رمان «شگفتی!» در سال ۲۰۱۳ در فهرست پرفروش‌ترین کتاب‌های نیویورک تایمز قرار گرفت و در سال ۲۰۱۴ نامزد جایزه تگزاس بلوبونت شد. این کتاب همچنین برنده جایزه کتاب سال NAIBA در سال ۲۰۱۲ و همچنین برنده جایزه کتاب سال Book Browse در همان سال شد.